# Feres (Evros)
Feres (en griego : Φέρες) es una ciudad de la unidad periférica de Evros, y de la periferia de Macedonia Oriental y Tracia, Grecia. Desde la reforma administrativa de 2011 forma parte del municipio de Alexandroupoli, siendo una unidad municipal. En el año 2011, la unidad municipal tenía una población de 8551 habitantes y el núcleo urbano de Feres tenía 5457.
A Feres se vincula con el GR-2 o la Vía Egnatia (Alexandroupoli - Kavala - Tesalónica - Kozani - Igoumenitsa) y el GR-51 (Alexandroupoli - Orestiada - Ormenio). El río Evros, junto con Turquía, está situado al este y también incluye la totalidad delta al sur.
Feres fue fundada en el siglo XI por el emperador bizantino griego Isaac I Comneno. Al igual que el resto de la península griega, fue conquistada por el Imperio Otomano durante la Edad Media, hasta que fue tomada por Bulgaria en 1913 tras las guerras balcánicas de 1912 y 1913, pero finalmente fue liberado por el ejército griego en 1920.
El municipio fue creado en 1986 e incluyó a las comunidades de Ardanio, Doriskos, Feres y Itea. En el marco del Plan de Capodistria(2539/1997) en 1997, las antiguas comunidades de Peplos y Tryfilli unieron al municipio.

## Subdivisiones de la unidad municipal de Feres
La unidad municipal de Feres se subdivide en las siguientes comunidades locales (se citan entre paréntesis los pueblos constituyentes de esas comunidades):
- Ardanio
- Doriskos (Doriskos, Monastiraki)
- Feres (Feres, Poros)
- Kavisos
- Peplos (Peplos, Vrysoula, Gemisti, Kipoi )
- Pylaia (Pylaia, Koila, Melia)
- Tryfilli (Tryfilli, Itea)

## Población
| Año  | Población del núcleo urbano | Población del municipio | Población de la unidad municipal |
| ---- | --------------------------- | ----------------------- | -------------------------------- |
| 1981 | 5309                        | -                       | -                                |
| 1991 | 4657                        | -                       | -                                |
| 2001 | 5206                        | 9839                    | -                                |
| 2011 | 5457                        | -                       | 8551                             |

## Personas célebres
- Lefteris Hapsiadis (fecha de nacimiento: 1953), poeta y escritor de novelas

## Galería de fotos

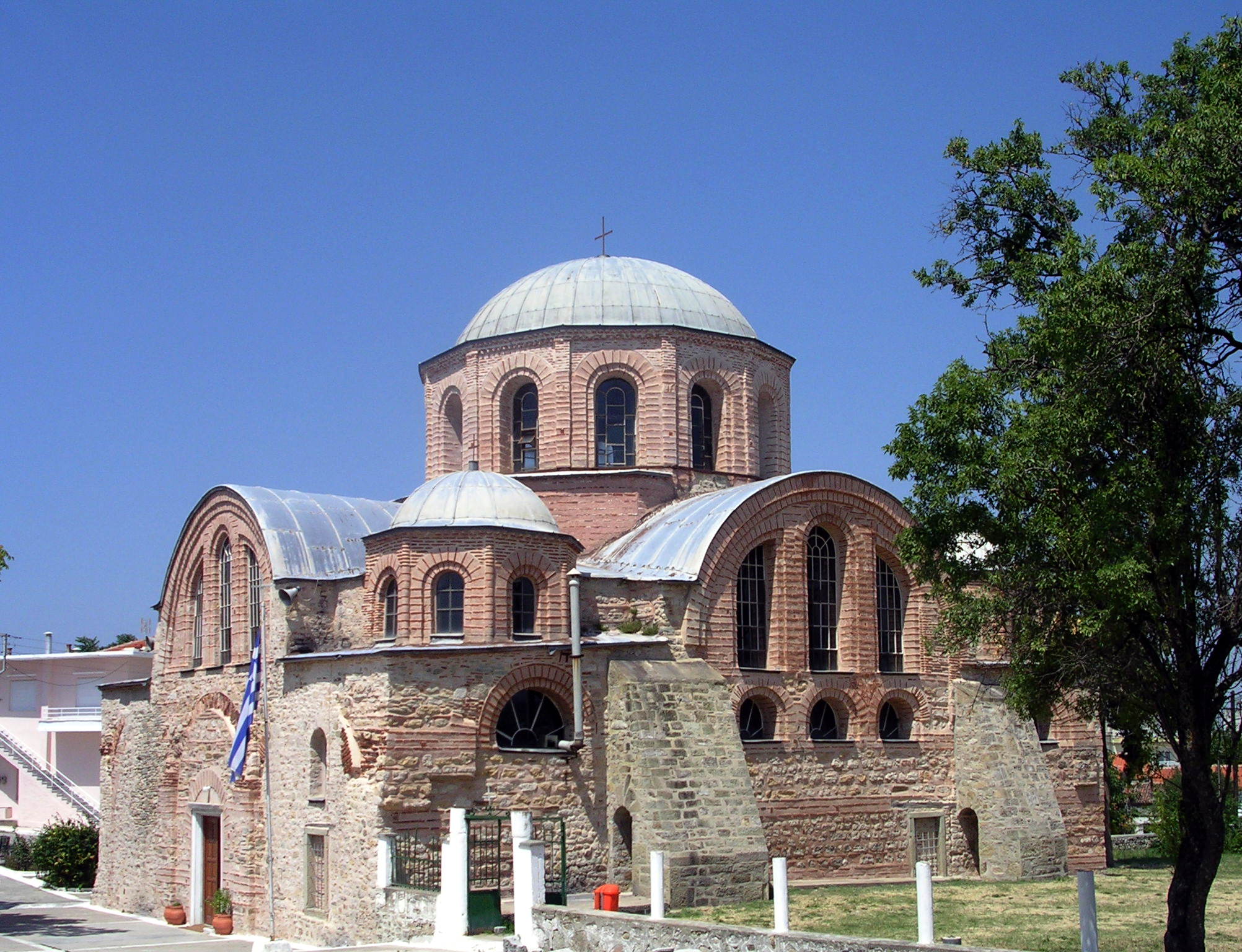
Iglesia del Monasterio de Panagia Kosmosotira
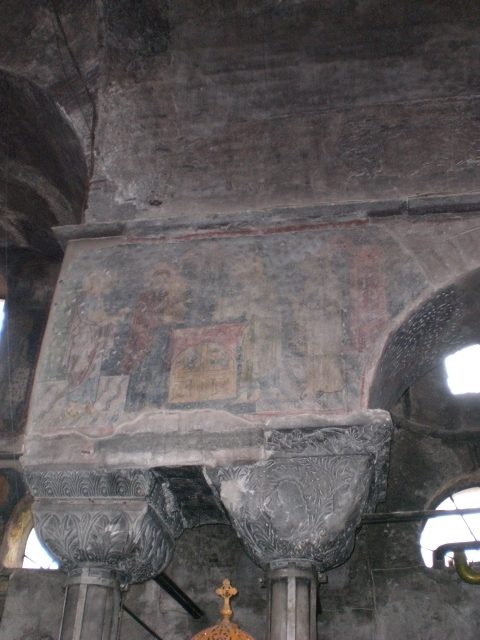
Arte conservado en la Iglesia
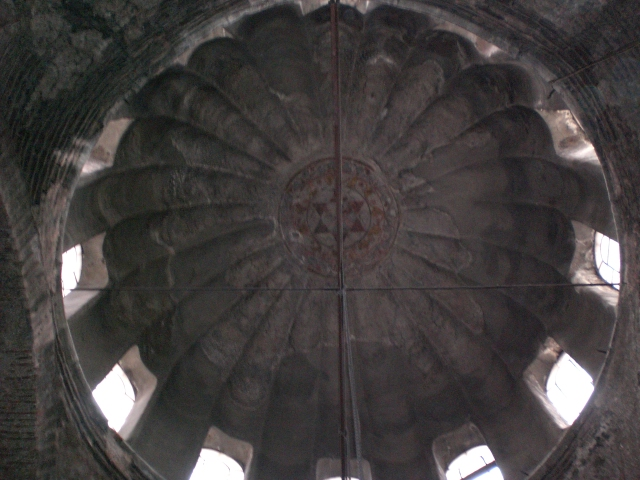
Interior de la cúpula de la iglesia
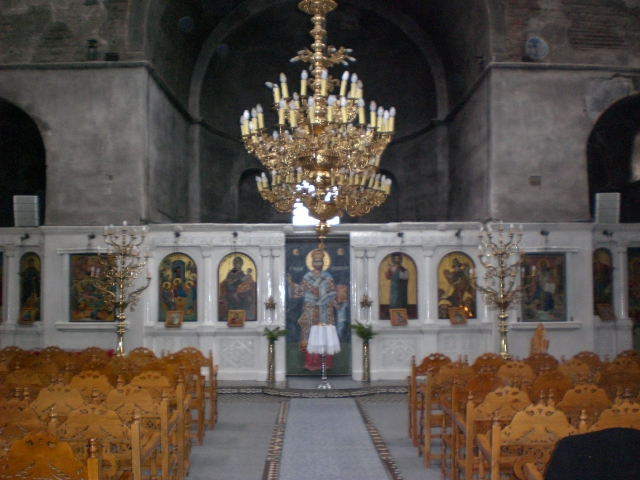
Interior de la iglesia
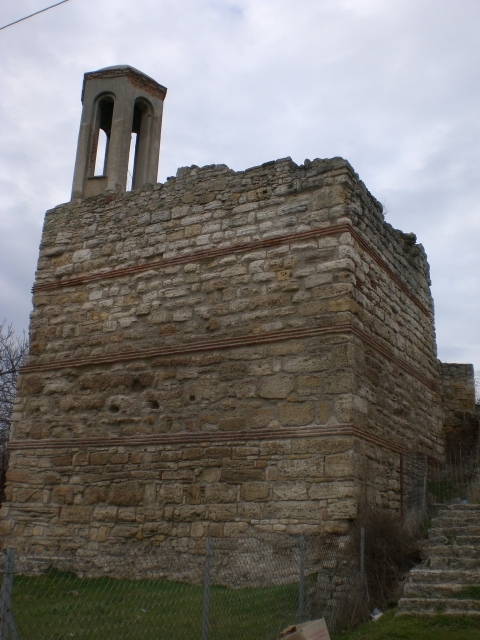
Torre, cerca de la iglesia
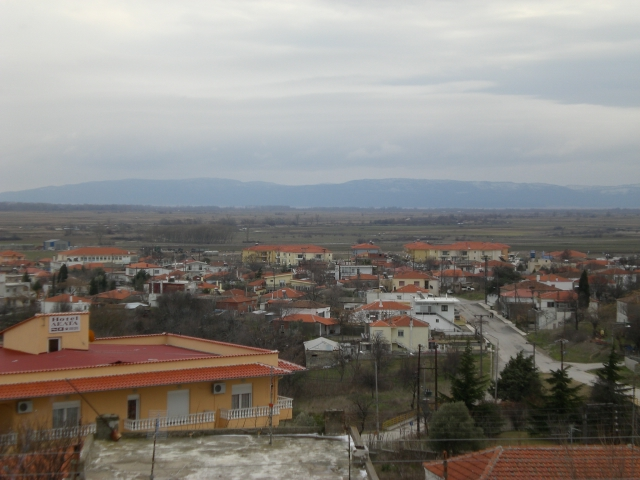
Vistas desde la torre
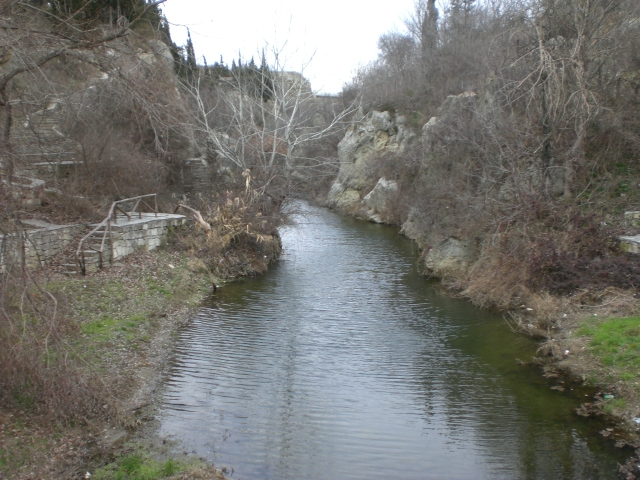
Río que conduce de la cascada
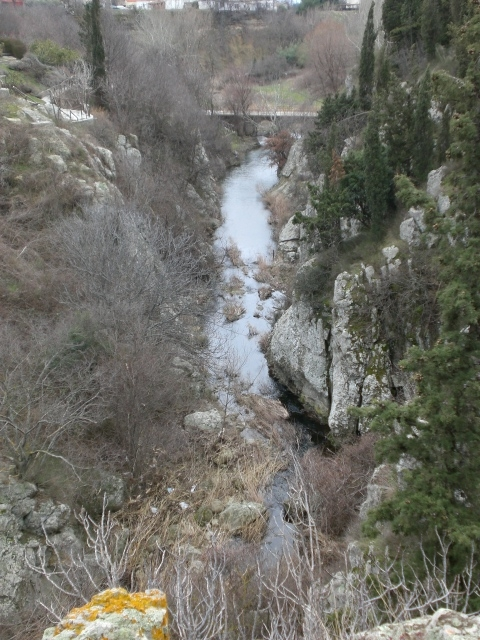
Cascada cerca del centro de Feres
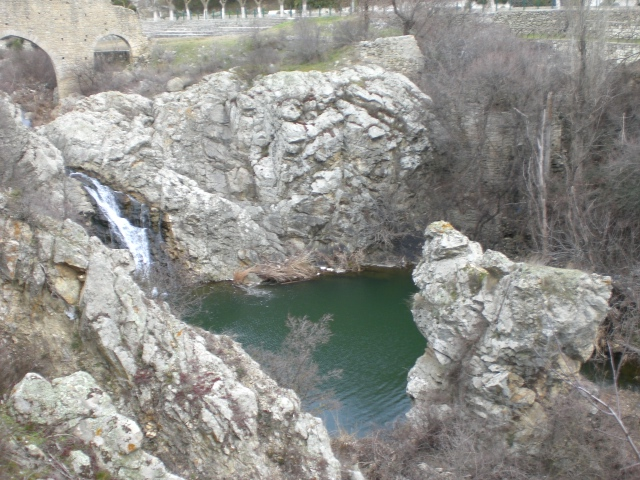
Vista de la cascada y el lago
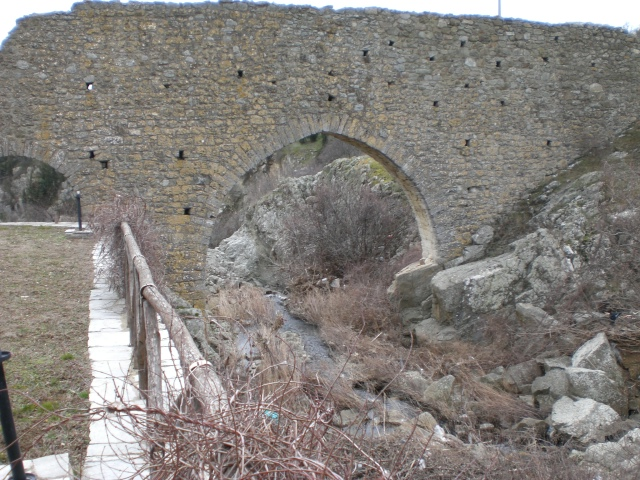
Antiguo puente cerca de la cascada